# 褒忠亭義民廟
24°50′39″N 121°02′11″E / 24.844274°N 121.036435°E

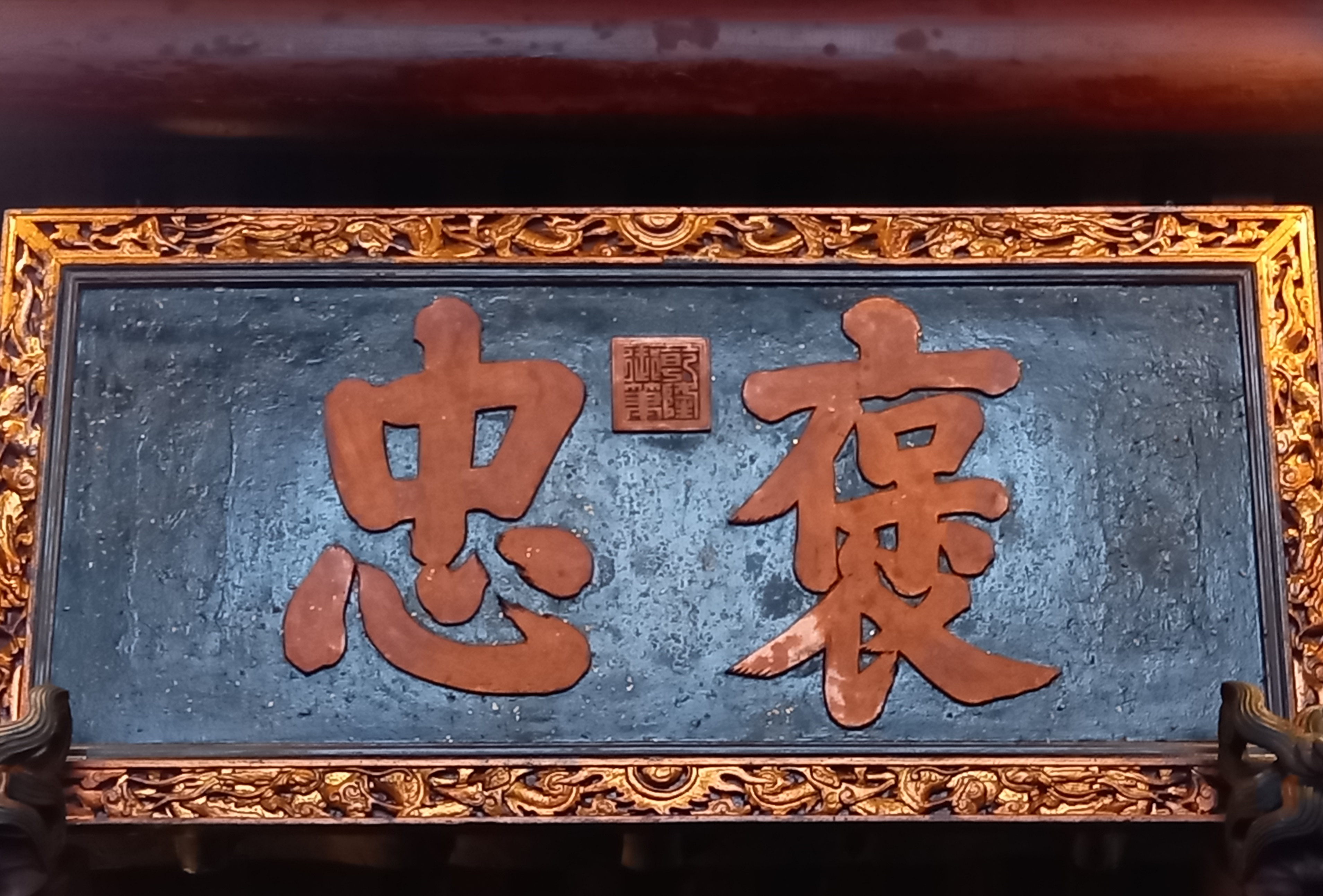
新埔褒忠亭義民廟的「褒忠」匾為乾隆皇帝御賜的匾額

褒忠亭義民廟，又名新埔枋寮褒忠義民廟，是位於臺灣新竹縣新埔鎮下寮里的義民廟，乃因林爽文事件而建，亦祭祀戴潮春事件犧牲的客家義軍。初期此廟僅為四姓首事祭祀的小廟，後逐漸擴大，輪值圈涵蓋桃園、新竹。今日的建築列為縣定古蹟，而祭祀登錄縣定無形文化資產及國家重要民俗，和六堆忠義亭並列臺灣客家人兩大義民信仰之地。

## 歷史沿革

### 建立緣由

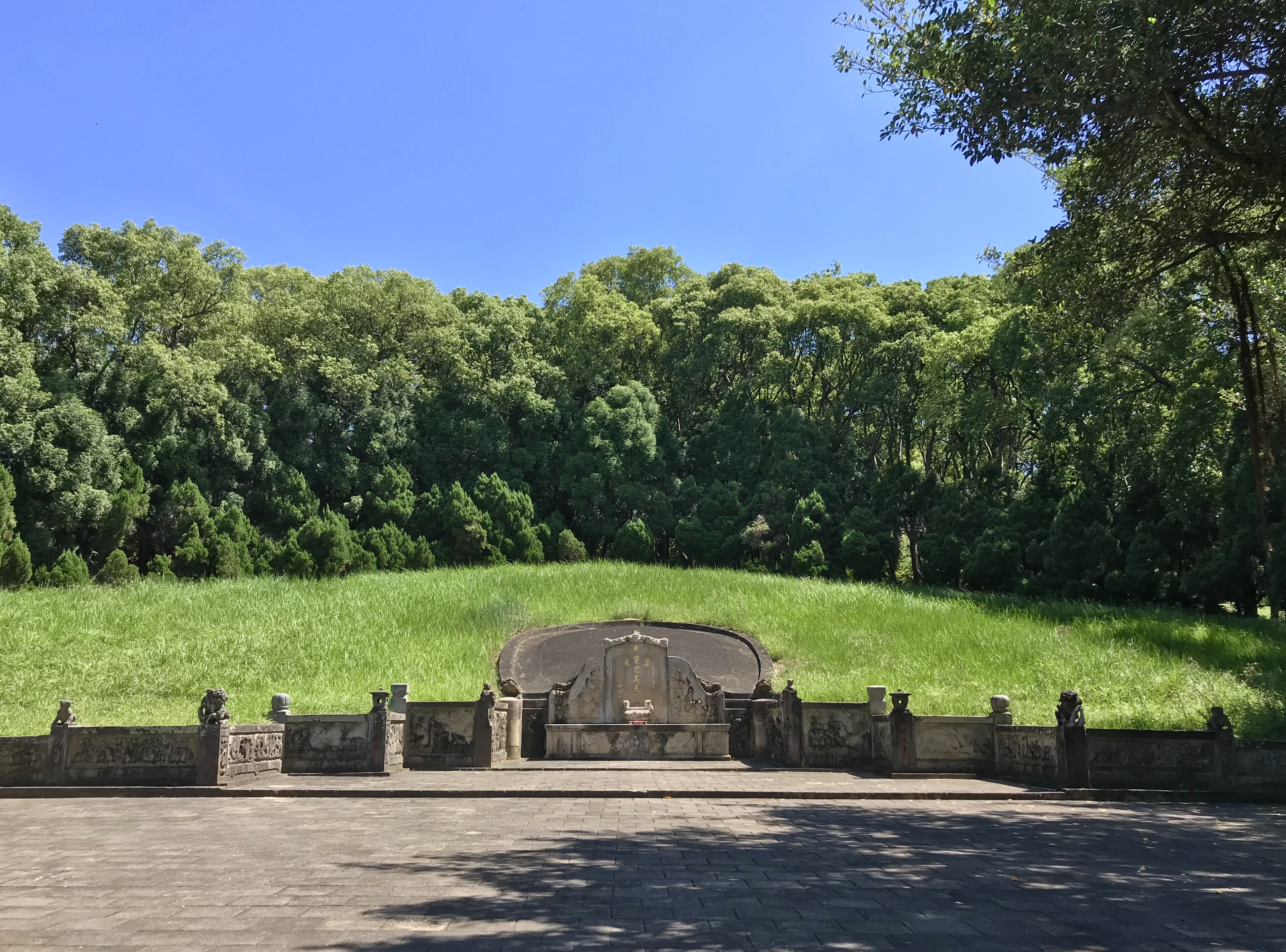
義民塚

乾隆五十二年（1787年），林爽文事件平定後，清高宗乾隆帝分別賜御匾予在臺灣的各籍人民，泉州移民得「旌義」、漳州移民得「思義」、粵籍得「褒忠」及熟番得「效順」，相較於嘲諷十足，近乎羞辱性的「思義」匾，粵籍族群所獲得的「褒忠」匾，賦予了粵籍義民神聖地位並確保信仰的合法性。為義民建廟，客家、閩南、原住民皆有，其中以客家居多。當時客家義首之一王廷昌出資，委請鄧五得等人收集義民遺骸，並跟黃宗旺、林先坤、吳立貴其餘三大客家義首出面呈請福康安批准建廟。
乾隆五十三年（1788年）十一月，戴禮成、才成、拔成三兄弟捐出枋寮庄舊社地，作為義民墓、廟地之用，立定〈仝立和議字〉，附帶捐地的條件為廟成後，必需供奉其父戴元玖的牌位。
相傳選擇該地建墓、廟原因，是當時沿途載運骨骸歸葬的牛車，原運到大窩口（今湖口鄉），但牛經過枋寮時竟不受驅使，經燒香禱告後，擲筊卜知義民的神意希望合葬於此，據說此地在風水上稱為「雄牛睏地穴」。廟方的創建沿革也引用新竹六家林姓所藏的古書，記載了牛車運載骸骨、蟻群銜土築墳的傳說，但學界認為不可信。另外，相傳人們為留在其餘地方的義民骨骸建立了苗栗市義民廟、湖口萬善祠。因乾隆年間械鬥死傷而建的員林地藏庵，其由來也有這種牛車停駐的說法。
乾隆五十三年（1788年）冬於墓塚前方奠基破土，至五十五年（1790年）冬，正廳落成，稱為「褒忠亭」 。乾隆五十六年（1791年）二月初二，擔任廟祝的王尚武任因年老無嗣、無親屬，遂邀請王廷昌、黃宗旺、林先坤、吳立貴此四姓首事在廟內見證，簽立〈立託孤字〉，當眾捐出380圓，作為興建前堂及橫屋的經費。該年冬，褒忠亭正式竣工落成。

### 初期經營

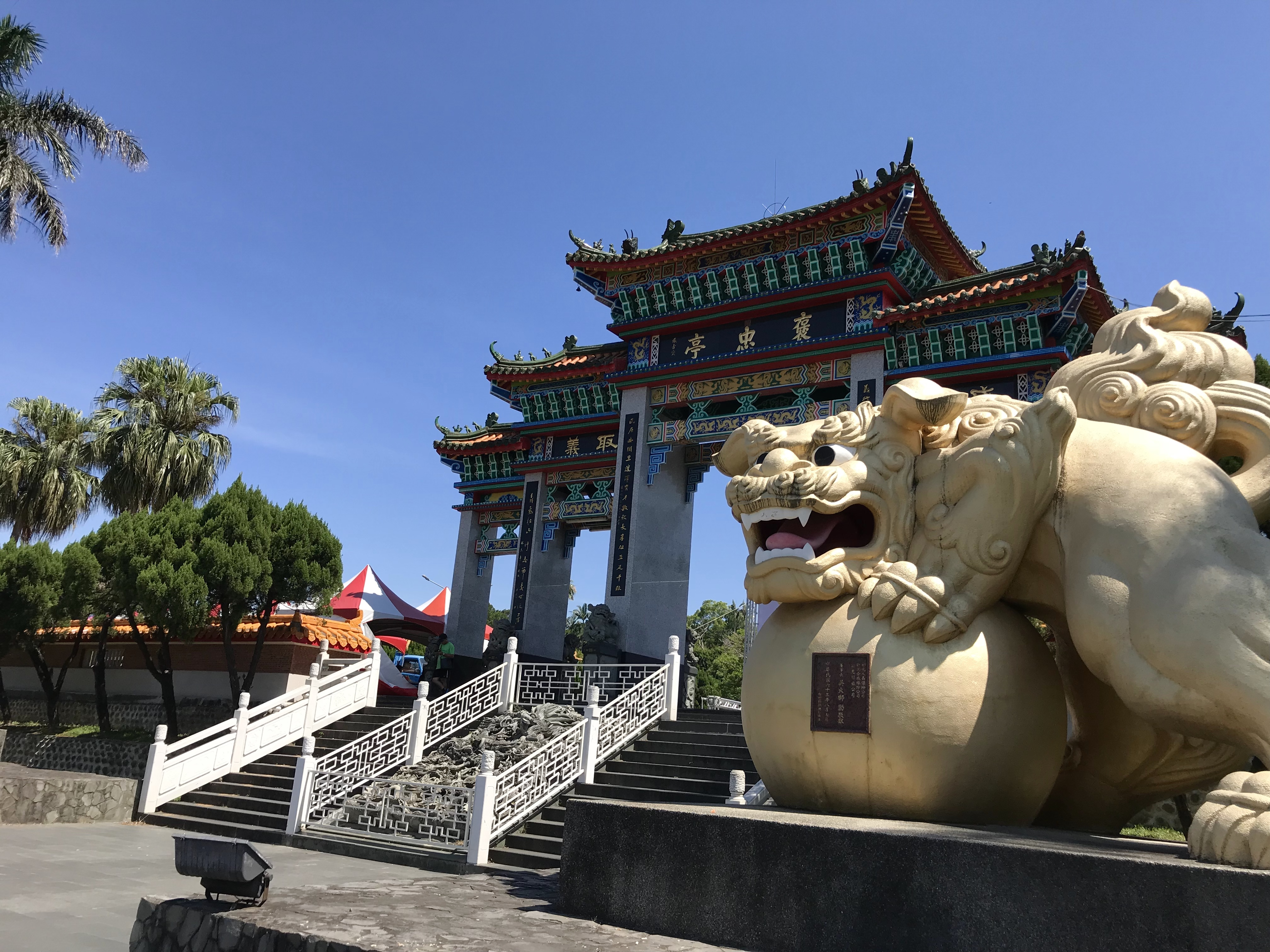
1974年，吳火獅贈送石獅，以實現對同鄉張芳燮的諾言。

早期廟產收入不寬裕，主要收入是創建施主、地方人士及後世子孫的捐獻，日後往後當經費充裕或需要時就會置產，用租榖為主要收入來源。一說廟方第一筆的祀田是嘉慶六年（1801年）時林先坤捐出位在新社墘東南角的水田，而學者黃卓權認為該田是以廟產管理人身分所購入。後屬於竹塹社的錢茂聯、錢茂安、錢甫崙等平埔原住民也有捐助。
| 乾隆、嘉慶年間捐獻表 |                                |                              |          |
| 年代                 | 捐獻者                         | 捐獻名稱                     | 租谷數額 |
| 乾隆五十三年         | 王廷昌                         | 自費僱工收骸                 | -        |
| 乾隆五十三年         | 戴禮成、戴才成、戴拔成         | 墓地、廟基地                 | -        |
| 乾隆五十三到五十五年 | 地方善信                       | 建廟經費                     | -        |
| 乾隆五十六年         | 王尚武                         | 前堂及橫屋380圓              | -        |
| 乾隆五十六年         | 王尚武                         | 捐銀400圓                    | 38石     |
| 嘉慶六年             | 林先坤                         | 新社墘水田二段               | 欠詳     |
| 嘉慶七年             | 王廷昌、黃宗旺、林先坤、吳立貴 | 新社螺朥庄田業               | 55石     |
| 嘉慶十九年           | 林次聖                         | 活人窩水租                   | 2石3斗   |
| 嘉慶十九年           | 林浩流                         | 活人窩水租                   | 3石5斗   |
| 嘉慶十九年           | 林仁安                         | 活人窩水租                   | 9石2斗   |
| 嘉慶十九年           | 錢子白                         | 活人窩水租                   | 3石5斗   |
| 嘉慶十九年           | 錢茂聯、錢茂安                 | 活人窩水租                   | 3石5斗   |
| 嘉慶十九年           | 錢甫崙                         | 活人窩水租                   | 3石5斗   |
| 嘉慶二十二年         | 劉朝珍                         | 二十張犁南勢水田小租谷額半數 | 30石     |

四姓首事起初就立下長遠規劃，利用生放利息及租谷收入購入土地，待後日承買租谷達到200石時，再向經理人領回租谷55石，這種承買租谷的經營至嘉慶十九年（1814年）超越預期，達到295石。隨著廟產增加與管理成功，先後增加了祭聖典及程廳主、敬奉四姓祖父祿位、首事王廷昌、黃宗旺、吳立貴、林先坤祿位開祭之祭典，這皆有殺豬祭拜且設有爐主與首事。

### 擴大發展
臺灣的義民爺信仰，是以六堆忠義亭及褒忠亭義民廟及為南北兩大中心。後者原只是四姓首事經管廟務與祭典的小祠，然而廟方透過獨特的「中元祭典外庄主調」及「外庄經理廟產」兩制度逐漸擴張影響。

#### 中元祭典外庄主調
道光十五年（1835年），廟方首事、施主等負責人邀約新竹、桃園的客家族群輪流主調中元祭典，從該年從六張犁開始進行十三聯庄的輪值。聯庄是指跨村落的祭祀聯盟。聯庄名有六張犁、下山、九芎林、枋寮、新埔、五分埔、石岡、鹹菜甕、大茅埔、湖口、楊梅壢、溪北、溪南；或說是六張犁、下山、九芎林、枋寮、新埔街、五分埔、石岡仔、咸菜硼街、大茅埔、大湖口、楊梅壢、新屋、紅毛港。
該年七月二十日，林先坤之孫林繩褒（林秋華）為感謝義民爺庇佑考試成功，至褒忠亭掛「武魁」匾，並酬神恩設福醮，首次以豬、羊牲醴祭拜，以建醮及少牢之禮祭祀的方式，替日後的義民爺祭典開了先例。
光緒三年（1877年），金廣福墾號墾成的大隘地區因辦理北埔慈天宮中元祭典活動而整合，在墾首姜榮華提議下，大隘成為輪值第四順位，名為「姜義豐」的北埔姜家公號擔任值年總爐主，自此十三聯庄擴大成十四聯庄。依據〈南勢山金廣福分管字〉，當道光年間墾首的姜秀鑾及周邦正募資時，廟方就開始對金廣福作投資。
聯庄祭典的範圍不但跨越桃竹縣市，並且隨著當地客家人口的流動，遂使分香廟遍佈全臺灣。其義民信仰香火凌駕三山國王，成為粵籍主要信仰，乃至成為客家族群特定的族群標籤。

#### 外庄經理廟產
道光十八年（1838年）至二十六（1846年）間，管理廟方的經理，皆為有地緣之便的新埔街商戶，為榮和號、雲和號、金和號、錦和號、振利號、慶和號等輪流管理。道光二十七年（1847年），林茂堂（林先坤孫）、劉維翰（劉朝珍孫）、吳清華、曾騰、杜崑岡、范汝舟、張雲龍等人具帖，邀請大湖口、石岡子、九芎林及新埔街四大庄輪流管理廟產，形成四大庄輪值經理。
四大庄的由來是為了廟產管理輪流，將輪值祭祀的村庄們分為四大區，以大湖口、石岡子、九芎林及新埔街作代號。其經理人的選任以來自鄉街商舖與家族為主，如新埔街輪值經理，包含自十三聯庄的枋寮、新埔及五分埔三個庄的商號及地方家族公號成員。然而此管理制度並非一直都圓熟運作，咸豐九年（1859年）時，理當依約定由大湖口接任新埔，結果大湖口的庄眾不願，新埔只得連續九年，當四大庄輪值經理制瀕臨崩潰時，發生戴潮春事件。義民軍、原住民對地方的人情及地理較清兵熟悉，擁有許多班兵欠缺的優點，是清廷在民變初期所須仰仗的對象。義民軍二次出征，轉戰大甲、彰化。平定後，義民軍遺骸歸葬義民塚左側，稱為「附塚」。在庄眾團結的呼聲下，大湖口再度接任輪值經理。
依林先坤後代保存的《林施主收執簿（同治乙丑四年端月吉日抄錄契約簿）》，當時同治四年（1865年），林、劉姓施主規定輪值經理在限滿要將契券交出，有著「此係通粵東之褒忠嘗」、「經理不得私自貪圖以肥己也」等話，學術界是認為隱寓了過去的糾紛。該年由林先坤、劉朝珍的後裔林六吉與劉世遠共同記名製作〈褒忠廟記〉，省去了建廟的四大義首之一的王廷昌。
1890年代，廟方已為收租上千谷石的大地主。在清治時期結束時，廟地就有39筆之多。

### 重建前後
乙未戰爭，1895年春，新埔發生了從台北城逃來的粵籍人士被殺的事件。據廟祝林木潭在1995年3月4日訪問所說，有人被吊死在義民廟廟前的老榕樹上。該年5月，廟身毀於日軍。
1898年林百川、林學源等編撰完成的《樹杞林志》，講述了義軍參與林爽文事件與建廟的歷史，但學界質疑誇大了林先坤、劉朝珍的財力、與竹北六張犁林家的人口數。
1899年10月21日，湖口庄輪值經理徐景雲、傅萬福、張裕光號召下，鳩集祭祀區各庄緣金，再加上廟內嘗租貯積開始重建，1904年竣工落成。次年，廟方所立的重建廟碑，相較於林先坤、劉朝珍二人加上「公」字尊稱，王廷昌的名被省略，只以「王君」二字帶過。

### 管理改革
1895至1910年，管理人傅滄浪、徐榮鑑、張清元之治下，廟宇所收租金僅存29圓多，磧地金1,000餘圓亦消失無蹤，而廟身則任其頹傾，導致庄眾向新竹廳長家永泰吉郎舉發罪狀。日本政府派新埔支廳長江崎正隆、庶務課主任筏安太郎，邀集粵籍紳商三十二人，在新埔陳氏家廟集會以改選管理人，公舉新埔街蔡金球、五分埔莊詹文光、新埔街陳福龍管理，任期為三年。傅滄浪、徐榮鑑、張清元等將存於家裡的剩款充為公共事業，在竹北一堡建立公學校。
1911年6月20日《臺灣日日新報》報導說為枋寮義民廟擁田園70餘甲、年收租金6,000餘圓，在本島廟宇中，產業最居多數。
由於庄眾對私人把持廟產廟務的不滿、日本政府監督法規的出臺、以及日治初期地方公共建設的需要，促使設立協議會，在1914年1月1日通過有34條規定的義民廟協議會規約。管理員為三名，為從十四聯庄整合為三區選出，第一區有新埔庄、關西庄，第二區為紅毛庄、湖口庄、楊梅庄、新屋庄、觀音庄，第三區包含六家庄、芎林庄、橫山庄、竹東街、北埔庄、峨眉庄、寶山庄。協議會成立後，從其會議舉行的形式，參與議員蓋章、缺席者請假、委任狀提出、議員選舉、提出議、議長主持討論事項及決議、製作會議記錄、提出年度預算討論及製作清楚財務決算收支記錄等辦法，皆已符合近代公司治理與議事流程進行的標準。
1919年的丸井圭治郎《台灣宗教調查報告書》提及此廟為當時全臺灣寺廟財產及收入最大的寺廟。廟方在1899至1920年間對於公學校的捐款，就占了全島公學校收入比重近三成，而1912至1925年間對十四聯庄內學校的捐助更高達30餘所。
日本官員也會暗示廟方要捐助，如1911年要求捐助枋寮派出所。1933年春，受新埔分室巡查部長要求捐助建設新竹武德殿，在協議會討論後，決議盡量不要捐超過600圓。
至1934年，廟方已累積資產約有土地67.8496甲、收入有年租谷2402.5石、現金部分有金10020圓。1940年，統治當局有意廢廟，十四聯庄經理人傅任、彭錦球、蔡昆松等人，遠赴東京向帝國議會陳情。在杉溪言長幫助下，獲得保留。
戰後初期，1947年，協議會改組為褒忠義民廟管理委員會。

### 今日建築
1964年各區代表商議樂捐重修，至1971年12月竣工。今址在義民路三段360號，屬下寮里，又稱「新埔枋寮褒忠義民廟」。
廟身為二進、二廊、二橫屋，正殿面寬五開間，燕尾脊建築。坐北朝南，前有鳳山溪，後為店仔湖台地，前低後高，左右開帳。廟前牌樓壯觀，分別寫有「褒忠亭」和「義以教民」，牌樓下有旅居台北市客家鄉親捐贈的石獅。靠近馬路旁的兩匹石馬建於日治時期，原置於廟前。
1999年初，廟方豎立石牛、石象、石麒麟各一對放置在噴水池。該對石牛為雌牛臥、雄牛站，被文史工作者黃有福發現和稱為「雄牛睏地穴」的風水意涵並不同。
廟的石材以泉州白石為主，採用浮雕、鏤雕、剔地起突、線雕、字雕等不同手法，主要分布於三川殿布口廊。從牌樓到大廳間鋪上印度黑石。廟內未設龍柱，石柱和柱珠均為圓形，各面收線角為八段，雕有花、鳥和水果。
廟內存有徐宗幹「同心救國」匾、張世英「義繼褒忠」匾、劉銘傳「赴義捐軀」匾、長谷川清「盡忠報國」匾、秋田清「忠魂不朽」等匾、杉溪言長「遺芳萬世」、及歷代總統所贈匾。與日本斷交時，廟匾、碑的日治年號與關西太和宮一樣遭到破壞。

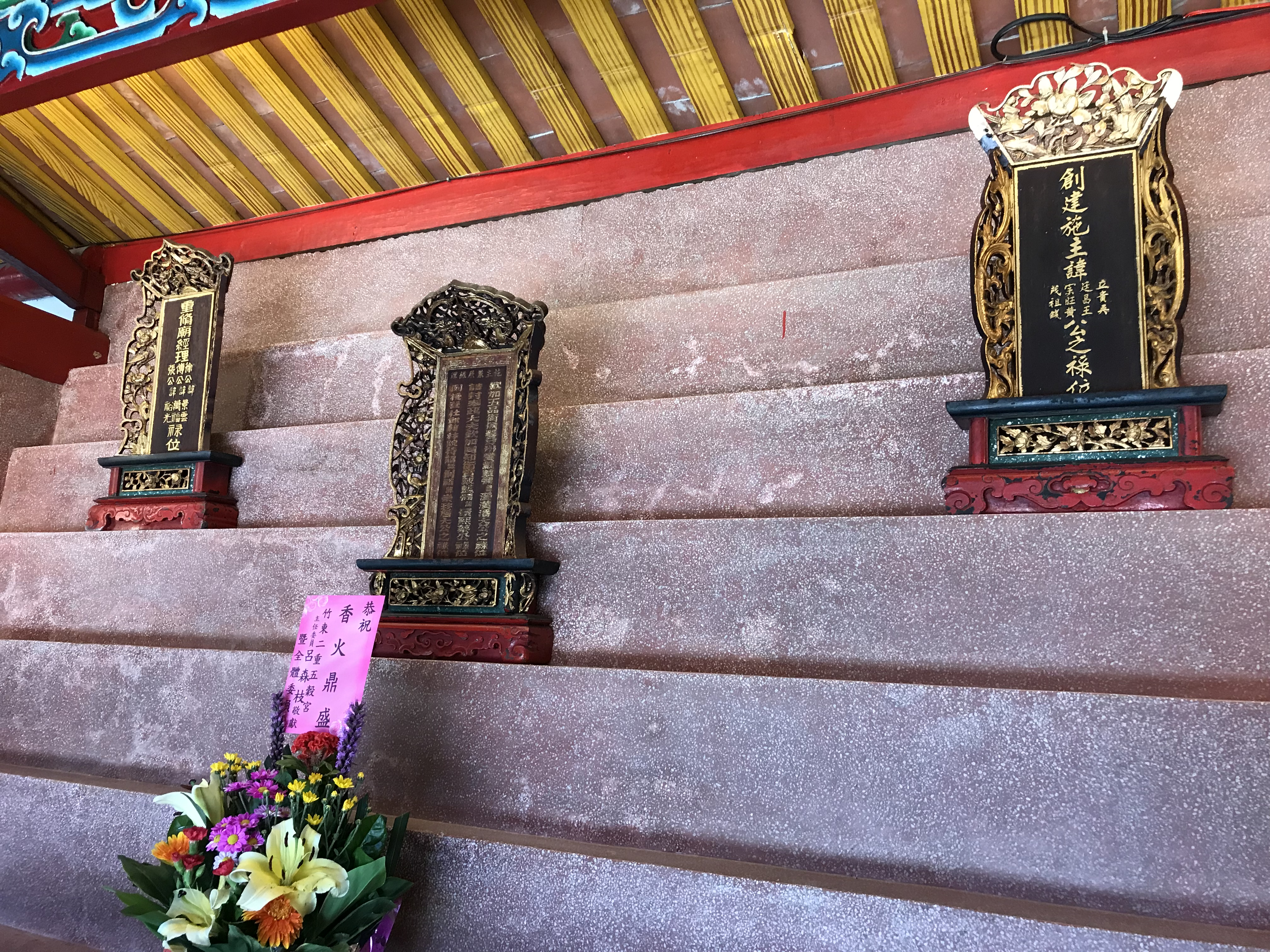
牌位

後殿闢為三座神龕，中央奉祀書寫「褒封粵東褒忠義民」的神位，上方橫批中央另闢一小室供奉聖旨。香客可請廟祝書寫請神用的香旗，旗上有白布邊與分香的時間和供奉地址等資料，經廟祝於神位祝禱後帶回供奉。譬如觀音區大堀里的客家人原先分為二十一組輪流在家供奉其香旗，後因傳統衰退而放於活動中心。
左右兩廂六張牌位上有十三位對廟產之捐施與經理有功士紳菁英的名字。如受祀的王尚武曾希望歸終以後，在清明、端午、七月半、冬至、過年祭拜他與先祖。在今日的牌位安排上，林先坤從四姓首事中抽出，與劉朝珍、陳資雲各單獨在左廂立一大祿位牌，而王廷昌、黃宗旺、吳立貴加上錢茂祖共用一個長生祿位牌，置於右廂，至於死於林爽文事件的程峻不再有牌位。
左側神龕配祀三山國王、觀音菩薩、神農大帝，右側神龕配祀福德正神等。枋寮的民眾會在正月初七請來彰化南瑤宮媽祖供奉在廟內，至天穿日時遶境。
義民塚石碑刻有「粵東褒忠義民之總塚」，上款刻「乾隆五十一年立大正十二年重刻」，其中「大正」被人故意用「民國」二字遮蓋。
1985年8月19日內政部公告列為三級古蹟。2004年又獲得內政部古蹟修復經費補助，12月間再度動工整建，於2005年7月舉行登龕安座，12月竣工完成。三塊被移除昭和年號的木匾依然未補上，而墓碑再次用金漆塗上「民國」二字。2016年，進行周邊景觀整建工程，為營造廟前恢宏視野，將四棵老榕樹移植到後山，並改善廣場舖面。

## 分香廟宇
褒忠亭義民廟自乾隆末年開始發展出分香，這些分香廟每年還得回本廟，以過爐、掬火等宗教儀式以確保其靈氣。祭祀義民爺的臺灣廟宇約六十多座，其中出於此廟的分香廟就佔一半。而與該廟密切關聯的苗栗市義民廟，雖然維持著六庄輪祀祭典，卻沒有任何一座分香廟，而且停留在「義靈」的神格，呈現絕然相異的發展。六堆忠義亭也無這種分香形式。
| 部分褒忠亭義民廟分香廟 |                                    |
| 廟名                   | 建立                               |
| 平鎮褒忠祠             | 乾隆末年建。                       |
| 南崁褒忠亭             | 道光年間由觀音遷居南崁的客家人建。 |
| 南湖護安廟             | 光緒年間由黃南球建。               |
| 獅潭義民廟             | 光緒年間由黃南球建。               |
| 頭份義民廟             | 光緒年間由張大彬等人建。           |
| 金錦山義民廟           | 1919年由保正謝亮昌等人建 。        |
| 水里義民廟               | 1936年先安奉香火於陳日春私宅。     |
| 旗美褒忠義民廟         | 戰後初期由張阿財分香而建。         |
| 高雄褒忠義民廟         | 1946年由林讓才等分香而建。         |
| 長橋褒忠義民亭         | 1950年由劉勇進分香而建。           |

研究臺灣宗教和民間信仰的李豐楙教授，認為義民爺屬於廣納各鄉的開拓象徵及鄉團圖存行動，性質上和一地、一廟所祀的原鄉、祖籍神不同，故一旦建義民廟，也就易於整合形成當地同籍移民的生活共同體的表徵。像是花蓮縣吉安鄉有許多客家移民，在他們的要求下，花蓮縣政府就於2010年7月由副縣長蔡運煌率花蓮客屬會各分會會長至褒忠亭義民廟迎回分香，在花蓮縣政府客家事務處建了一座小型的義民廟。客家移民的移出，也會使原地的義民廟香火衰退，如南崁褒忠亭。
由於義民信仰幾乎涵蓋臺灣客家聚落，成為聯繫四縣、海陸、饒平、詔安等不同祖籍、不同語系的臺灣客家人的共同信仰。

## 褒忠亭義民節祭典
褒忠亭義民廟自創建以來，從初期的私人性質的村廟，到形成今日六家、下山、竹東鎮、九芎林、大隘、枋寮、新埔、五份埔、石光、大茅埔、湖口、楊梅、新屋、觀音、溪南大庄祭典區，為跨新竹、桃園縣市的北部客家信仰中心。這演變歷程中，自清廷到今中華民國政府，均獲得當時執政者重視。政治人物亦透過對義民祭的重視及參與來顯示其對客家的認同。
褒忠亭義民節祭典於2009年公告為縣定無形文化資產，同年被客委會列作客庄12大節慶之一。2015年3月26日，經文化部公告登錄為國家重要民俗文化資產，並由文化部長洪孟啟親自到褒忠亭義民廟頒發國家重要民俗證書。
義民爺的祭典可分為平日各祭典區廟宇的挑飯、春秋二祭、與義民節中元聯庄祭典。祭祀組織由上而下，有綜理祭典的爐主、分工承辦祭典事務的調首、認捐斗燈的緣首，最底層的家戶以鄰里為單位作挑飯。

### 春秋祭典
春祠在清明節前一星期舉行；秋嘗在11月舉行。
祭祀是在廟方董事長主持下，朝義民爺神座前行三獻禮。初獻禮：跪，進爵、進祿、進酒、叩首、再叩首、三叩首、高陞、平身、復位；讀祝文、叩首、再叩首、三叩首、高陞、平身、復位。亞獻禮：跪，進爵、進祿、進酒、叩首、再叩首、三叩首、高陞、平身、復位。終獻禮：跪，進爵、進祿、進酒、叩首、再叩首、三叩首、高陞、平身、復位。三獻禮完後，再舉行加冠進祿，也就是主祭者右至上堂獻酒、滴豬、左至下堂獻酒、滴羊，最後主祭者復位、獻帛、化財、焚祝文、望燎。

### 中元祭典
祭祀時間為農曆七月十八日下午至七月二十日。學術看法，林繩褒當初選擇七月二十以少牢之禮祭祀義民爺，是以避開七月十五中元法會的祭鬼，將義民爺的神格提高為陽神。此儀式本質上是宗族類集體性的親屬或擬親屬之追悼行為，每年重演十八世紀末基於親屬關係的集體大葬，祭祀同時往上神祇及延伸關懷至無主孤魂。
在1953年報導，褒忠亭義民廟與新埔廣和宮舉行的中元祭典，當時人口約3萬、5千餘戶的新埔鎮就預計殺200臺斤以上的大神豬1200到1300隻，引起警方勸導。次年，輪到湖口鄉主值時，雖遇大旱，但地方為了面子，自去年底起就準備大豬2000餘隻，縣長朱盛淇還出面向省民政廳保證下次不會援例，引起有人呼籲將錢省下建石門水庫。
2022輪值新埔聯庄祭典，僅剩18隻神豬。

#### 輪值地區
| 輪值之十五聯庄及各庄值年總爐主家族表（2017年至2031年） |                |                  | |
| 聯庄名稱                                               | 總爐主家族公號 | 輪值年度         | 所轄地區 |
| 六家                                                   | 林貞吉         | 1987、2002、2017 | 竹北市：新崙、北崙、斗崙、興安、中興、鹿場、文化、隘口（1~12鄰）、東平                                                                                       |
| 六家                                                   | 林貞吉         | 1987、2002、2017 | 新竹市：千甲、金山、仙水、水源、關新、關東、科園、武功、建功、埔頂、龍山、新莊里                                                                             |
| 六家                                                   | 林貞吉         | 1987、2002、2017 | 竹東鎮：頭重、二重、員山、柯湖 |
| 下山                                                   | 鄭振先         | 1988、2003、2018 | 芎林鄉：上山、下山村、文林村（11~14鄰） |
| 下山                                                   | 鄭振先         | 1988、2003、2018 | 竹北市：東海、東興、隘口（13~15鄰） |
| 下山                                                   | 鄭振先         | 1988、2003、2018 | 竹東鎮：三重、陸豐里 |
| 九芎林                                                 | 曾捷勝         | 1989、2004、2019 | 芎林鄉：芎林、文林（1~10鄰）、水坑、中坑、新鳳、石潭、秀湖、五龍、華龍、永興村                                                                               |
| 九芎林                                                 | 曾捷勝         | 1989、2004、2019 | 竹東鎮：雞林、五豐、南華、東華、上坪、軟橋、員崠、瑞峰、上館、商華、大鄉、東寧、中山、中正、忠孝、仁愛、竹東、榮華、榮樂                                     |
| 九芎林                                                 | 曾捷勝         | 1989、2004、2019 | 橫山鄉全部 |
| 九芎林                                                 | 曾捷勝         | 1989、2004、2019 | 尖石鄉全部 |
| 九芎林                                                 | 曾捷勝         | 1989、2004、2019 | 五峰鄉全部 |
| 大隘                                                   | 姜義豐         | 1990、2005、2020 | 北埔鄉全部 |
| 大隘                                                   | 姜義豐         | 1990、2005、2020 | 寶山鄉全部 |
| 大隘                                                   | 姜義豐         | 1990、2005、2020 | 峨眉鄉全部 |
| 大隘                                                   | 姜義豐         | 1990、2005、2020 | 新竹市：明湖、湖濱、茄苳、柴橋、東香、大湖 |
| 枋寮                                                   | 林六合         | 1991、2006、2021 | 新埔鎮：上寮、下寮、北平、南平、文山 |
| 枋寮                                                   | 林六合         | 1991、2006、2021 | 新竹市：前溪里 |
| 枋寮                                                   | 林六合         | 1991、2006、2021 | 竹北市：竹北、竹仁、竹義、福德、泰和、新社、新國、聯興、新庄、麻園、溪洲、十興、北興里                                                                       |
| 新埔                                                   | 蔡興隆         | 1992、2007、2022 | 新埔鎮：四座、新埔、新生、新民、田新、旱坑、寶石、內立(3~10鄰)                                                                                               |
| 五分埔                                                 | 陳茂源         | 1993、2008、2023 | 新埔鎮：五埔 |
| 五分埔                                                 | 陳茂源         | 1993、2008、2023 | 關西鎮：東平里(1~15鄰) |
| 石光                                                   | 范盛記         | 1994、2009、2024 | 關西鎮：石光、大同、上林、新力、南和 |
| 石光                                                   | 范盛記         | 1994、2009、2024 | 新埔鎮：內立(1~2鄰) |
| 關西                                                   | 羅祿富         | 1995、2010、2025 | 關西鎮：南山、北山、北斗、東興、西安、南雄、仁安、東安、東山、東光、南新、新富、玉山、金山、錦山                                                             |
| 大茅埔                                                 | 吳廖三和       | 1996、2011、2026 | 新埔鎮：巨埔、鹿鳴、新北、照門、清水 |
| 大茅埔                                                 | 吳廖三和       | 1996、2011、2026 | 龍潭區：三水、三和 |
| 大茅埔                                                 | 吳廖三和       | 1996、2011、2026 | 關西鎮：東平(16~18鄰) |
| 湖口                                                   | 張六和         | 1997、2012、2027 | 湖口鄉：中勢、孝勢、仁勢、愛勢、信勢、信義、中興、中正、波羅、湖南、湖鏡、湖口、長安、長嶺村                                                                 |
| 湖口                                                   | 張六和         | 1997、2012、2027 | 楊梅區：三湖、上湖、頭湖 |
| 湖口                                                   | 張六和         | 1997、2012、2027 | 新豐鄉：中崙(6~7鄰) |
| 楊梅                                                   | 陳泰春         | 1998、2013、2028 | 楊梅區：楊明、楊江、楊梅、秀才、四維、中山、金溪、金龍、三民、裕成、裕新、梅溪、紅梅、梅新、永寧、大平、東流、水美、大同、瑞塘、瑞坪、瑞溪、埔心、光華、仁美 |
| 新屋                                                   | 許合興         | 1999、2014、2029 | 新屋區：新生、新屋、東明、石磊、清華、九斗、埔頂、頭洲、後湖、下埔、赤欄、永安、永興、石牌、下田                                                             |
| 新屋                                                   | 許合興         | 1999、2014、2029 | 楊梅區：上田 |
| 新屋                                                   | 許合興         | 1999、2014、2029 | 觀音區：富源里 |
| 觀音                                                   | 黃益興         | 2000、2015、2030 | 觀音區：白玉、大潭、保生、武威、三和、新興、廣興、坑尾、金湖、藍埔、大同、大堀、上大、崙坪、廣福(14~16鄰)                                                    |
| 觀音                                                   | 黃益興         | 2000、2015、2030 | 中壢區：過嶺、山東、內厝、月眉里 |
| 溪南                                                   | 徐國和         | 2001、2016、2031 | 新豐鄉(中崙6~7鄰除外) |
| 溪南                                                   | 徐國和         | 2001、2016、2031 | 湖口鄉：鳳山、鳳凰、勝利、和興、東興、德盛 |
| 溪南                                                   | 徐國和         | 2001、2016、2031 | 新屋區：笨港、後庄、社子、望間、槺榔、大坡、深圳里 |
| 溪南                                                   | 徐國和         | 2001、2016、2031 | 楊梅區：富岡、富豐、豐野、員本、瑞原 |

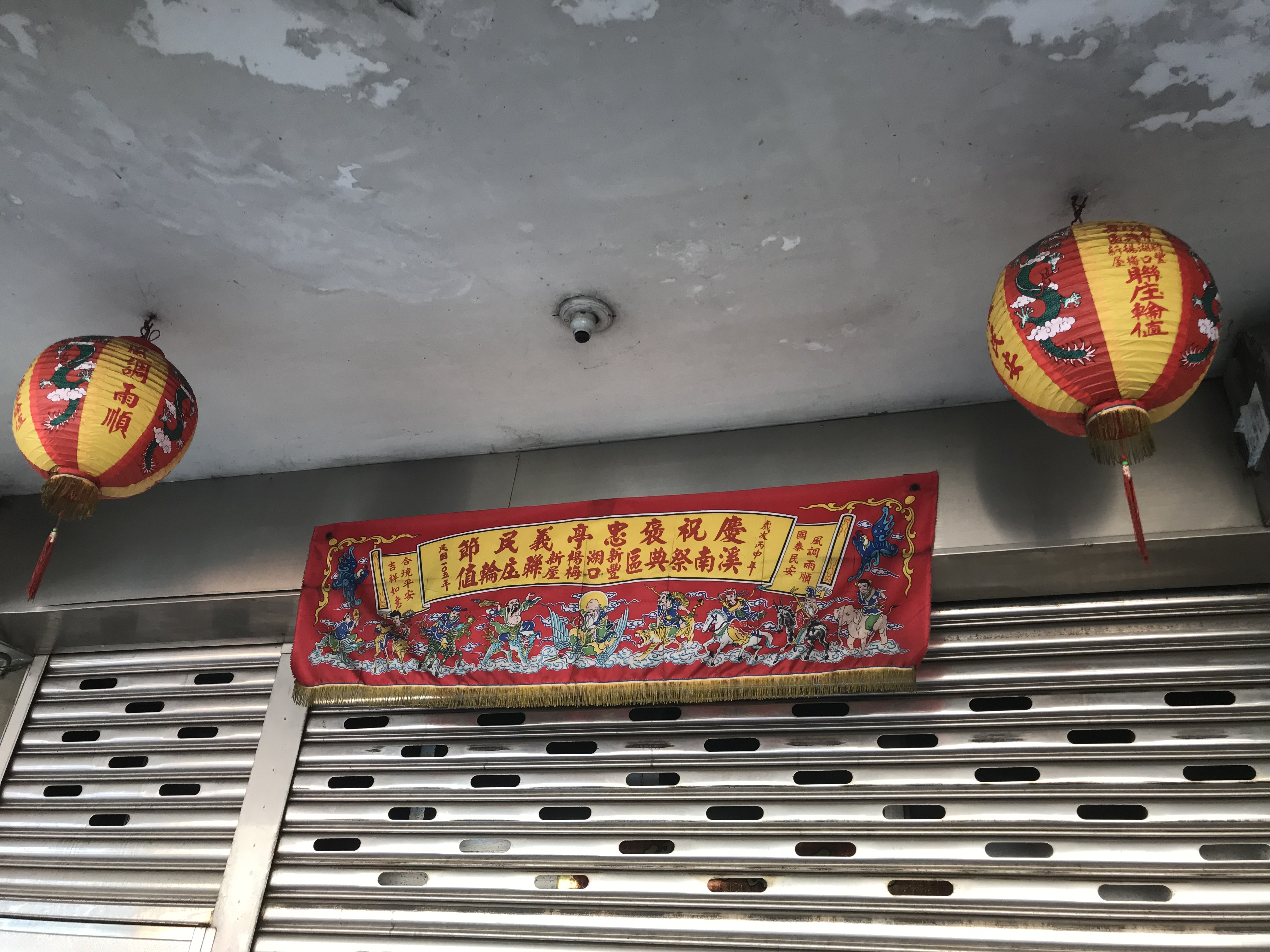
富岡車站附近民宅2016年溪南慶典區聯庄輪值八仙綵

十五大聯庄中，以九芎林聯庄範圍最廣，包含芎林、竹東、橫山、尖石、五峰等地。
相傳原本頭份會成為第十五聯庄，可是大隘聯庄首次參加祭典時，發生大隘的姜家隘丁因與戴家後裔相爭水燈排之先行問題，憤而開槍，使得廟方執事者停止地區再加入。直到1976年2月27日，廟方招開討論祭典調整的會議，會中溪北庄范姜德委員提案，將溪北聯庄拆成為新屋、觀音兩聯庄，以方便管理，同年3月27日通過，因此成了十五聯庄。
1982年，新竹縣、市分家，新竹市金山面與九甲埔被歸作六家聯庄，新竹市的柴橋里、茄苳里、東香里、大湖里則歸為大隘聯庄，前溪里劃成枋寮聯庄。新竹市客家委員會委員、文史工作者吳慶杰在2017年曾建議新竹市應該獨立成為新的輪值區，成為第十六聯庄。

#### 事前準備

##### 挑飯奉祀
祭典前一月到兩月間，輪值到的聯庄總爐主率領信眾至褒忠亭義民廟，迎回義民爺令旗及香旗過爐，再恭迎至各祭典區及普施場。這段期間，各區眾開始以鄰里為輪流單位，用煮熟剁盤或切片之豬、魚、雞、鴨、鵝等肉食與其他飯菜作祭品，至當地奉祀義民爺的廟宇作祭拜，並要擺上碗筷。挑飯的期間長短，視該祭祀區參與戶數多寡來決定。
該儀式又名「奉飯」、「犒軍」，類似臺灣民間信仰中對五營舉行的犒軍。有別於閩南人的犒軍是向外拜，客家人的奉飯是向義民爺的旗子行禮。

##### 會場裝置
在祭典第一日，首先於廟前廣場樹立三枝長約二十公尺高、尾端留葉的竹篙，稍高的中枝掛與七星燈，左枝掛招魂圈，右支則掛白幡。據常替寺廟豎立燈篙的新埔廣和宮公關劉保志經驗，燈篙最佳用竹是兩年生未滿三年的孟宗竹，選竹時慎選竹節已要由紫轉黑比較能支持，但孟宗竹不夠高，頂多十二、三公尺長，對於新埔義民廟這樣的大廟想要招引各路的好兄弟則太矮，若選用刺竹則選取有竹頭者，以水份保持住就比較不會斷。燈篙一經豎立，直至普渡圓滿期間，閒雜人等，尤其是婦女小兒、帶孝及不淨者避免靠近。2016年，廟方首度不將燈篙立於廟埕正中央，改立東大門角落，且用吊車取代傳統人力豎立，受黃有福支持，因畢竟燈篙有許多禁忌和避諱。
再來，正門前方廣場開始搭棚佈壇。壇中布置成三寶殿，有藥師佛、釋迦牟尼佛、阿彌陀佛及文殊、普賢菩薩像，兩旁懸掛十殿閻君圖，中擺科儀桌與供桌，兩旁設斗燈，供桌後方立韋馱。道場搭建完畢後，要在廟門正門前豎立大士爺像，左右廟門擺靈山山神與土地伯公一對，山神居左，伯公居右。
廟前兩側分設三官亭、褒忠亭、沐浴亭、金山銀山、寒林所（翰林院）、同歸所等紙紮。寒林所為一紙糊鬼寓，號稱為收容歷代名賢，其實為貧寒潦倒之文士。同歸所，是收容無祀孤魂的休息處。在普度期間，針對寒林所（翰林院）、同歸所，除早晚上香外，並供奉孤飯。

#### 儀式流程

##### 第一日
法師在儀式進行前要將釋迦牟尼佛金身安座，並宣佈今日將要在此地作法會，謂之「請師登座」。
該日午夜子時，輪值祭典區總爐主、爐主點燃斗燈，隨即起鼓奏樂。斗燈一經點燃，儀式結束前絕不可熄滅。總爐主、爐主、調主等人魚貫進入會場，焚香參拜。這時，法師將蒙住面然大士老爺（大士爺）像頭部之紅紙除去，左手拿鏡子，右手執沾雞血與硃砂之毛筆來開光點眼，即點大士爺之眼、鼻、耳、心、腹、背、手、足處，並將鏡供奉於大士爺前香爐內，以賦予大士爺靈性，來管理各處招徠之孤魂野鬼，公平分配普度祭品。該日儀式末，法師將所有輪值義民祭典之領調信眾名單，上奏眾神，表示此處將舉辦中元普度。

##### 第二日
一早，祭旗迎接神明，奏請諸佛、三界公、監齋菩薩、灶王後，法師開始誦《梁皇寶懺》，早上念前三卷、下午第四、五卷，晚上六到八卷，每誦完一卷即送翰林、同歸所前焚化。近中午11點時，為神進午餐。下午由廟前出發至鳳山溪放水燈，以吸引水鬼上岸接受款待，水燈在點燃蠟燭後隨溪而下，越遠越佳。吃完晚飯，法師誦經及上演野臺戲之前，先起鼓作樂，謂之「大鬧道場」。

##### 第三日
子時一到，舉行發豬獻刃。養神豬神羊者擺香案供以齋果及飯團，將用紅布綁紮刀柄的殺豬刀一起置托盤中祭拜。宰殺前，拜好的飯團要給神豬吃，連刀帶盤再拜一次，並念《往生咒》，也念「作豬作羊無了時，大了畀人㓾，變神變佛畀人拜」等祝詞。牲體在括淨、豚解之後去其赘肉後，撐開放置豬羊架上風乾。從此以至天明，各家紛紛宰殺神豬、神羊。
昔日習俗會在豬頭上插殺豬刀，代表被宰殺時是活體，請義民爺自行拿刀享用之意。只有評比為前三十名的神豬與前五名的神羊才有資格運到廟前獻供。參與建廟的林、劉及戴家後裔有優先祭祀權，在正門有為他們預留的神豬位置。
待清晨時，拜謁神明，奉請用餐。然後法師繼續誦《梁皇懺》第九卷、十卷，同樣送寒林、同歸所前焚化。焚化草蓆兩件、鞋兩雙、水桶兩個、碗四十八個、筷四十八雙、杯四十八個。領調者（調主）名單會公布於廟牆上，稱為「出榜」。 
祭典的重頭戲為豬羊進場獻供，並由總爐主讀祭文、行三獻禮、拜答天恩、供養六神、奉謝三界後，將大士爺自廟門口移駕至廟前榕樹下，繼而舉行放燄口儀式。之後，奉送眾神，將所有紙糊、燈篙移到廟外火化。最後，信眾將將豬肉分解帶回，象徵不再是祭品，分送親友，稱為「分福」，普渡結束。

## 外部連結
- 官方网站
- 新埔褒忠亭——文化部文化資產局 （页面存档备份，存于）